# إعادة الاتصال المغناطيسي

إعادة الاتصال المغناطيسي هي عملية فيزيائية تحدث في البلازما ذات الموصولية العالية بحيث يعاد ترتيب الطوبولوجية المغناطيسية للتتحول الطاقة المغناطيسية إلى طاقة حركية وطاقة حرارية وتسريع للجسيمات. تحدث إعادة الاتصال المغناطيسي في مقياس زمني متوسط يقع بين مقاومة التبعثر البطيء للحقل المغناطيسي والمقياس الزمني السريع لموجة ألففين.